# 勒德尔迈尔
勒德尔迈尔是德国巴伐利亚州的一个市镇。总面积6.28平方公里，总人口919人，其中男性467人，女性452人（2011年12月31日），人口密度146人/平方公里。